# Evolvulus minimus
Evolvulus minimus là một loài thực vật có hoa trong họ Bìm bìm. Loài này được Ooststr. mô tả khoa học đầu tiên năm 1934.